# Joan Collins
Dame Joan Henrietta Collins (Londra, 23 maggio 1933) è un'attrice e socialite britannica.
Per anni è stata un sex symbol del cinema hollywoodiano facendosi apprezzare sia in ruoli brillanti che in parti più serie, come Il favorito della grande regina (1955), L'altalena di velluto rosso (1955), Missili in giardino (1958), Ester e il re (1960), La congiuntura (1965) e The Stud - Lo stallone (1978), film che oltre al successo, le hanno permesso di affiancare i più grandi artisti di sempre come Paul Newman, Bette Davis, Gregory Peck e Robert Mitchum, solo per citarne alcuni, in veste da protagonista.
Approda poi in televisione e dal 1981 al 1989 è la "perfida" Alexis Colby nella serie TV Dynasty. Torna così alla ribalta diventando una delle attrici più pagate nel mondo della televisione, aggiudicandosi anche un Golden Globe come miglior attrice, oltre a diverse altre candidature. Dopo anni torna al cinema interpretando ruoli in produzioni come Nel bel mezzo di un gelido inverno (1995) e I Flintstones in Viva Rock Vegas (2000).
Prosegue l'attività d'attrice interpretando parti in serie televisive come Will & Grace (2001), Sentieri (2002), Le regole dell'amore (2010) e godendo di nuova fama grazie al ruolo della Granduchessa Alexandra di Oxford in The Royals dal 2015 al 2018.
Per i suoi contributi al cinema e televisione possiede due stelle sulla Hollywood Walk of Fame.

## Biografia
Joan Collins è nata a Londra da Joseph William Collins, un agente teatrale, e da Elsa Bessant; ha anche una sorella, la scrittrice Jackie e un fratello, Bill. Ha studiato presso la Francis Holland School e poi recitazione alla Royal Academy of Dramatic Art (RADA) insieme ad attori come Roger Moore e Michael Caine. All'età di 17 anni ha firmato il suo primo contratto con la J. Arthur Rank Film Company, nota scuola inglese di recitazione e buone maniere.

### Il successo cinematografico
Nel 1951 ha compiuto il suo esordio sul grande schermo con Nuda ma non troppo ed iniziato così la sua carriera nel mondo del cinema. Grazie al successo ottenuto, dopo pochi anni, nel 1954, firmò un contratto con la 20th Century Fox. Dopo aver partecipato ad alcuni film, nel 1955 è stata co-protagonista insieme a Bette Davis de Il favorito della grande regina, film storico sulla vita della regina Elisabetta I, che riscuoterà notevole successo di pubblico e critica. Nello stesso anno ha interpretato La regina delle piramidi (1955) e si è affermata in titoli come L'altalena di velluto rosso (1955) e Sesso debole? (film 1956) (1956) alternando a ruoli storici, ruoli di donne frivole. Ha recitato inoltre in La sposa del mare con Richard Burton e nel 1958 è con Gregory Peck nel western Bravados. Sempre nel 1958 è stata al fianco di Paul Newman e Joanne Woodward in Missili in giardino,  interpretando l'amante di Newman.

Joan Collins nel film Ester e il re di Raoul Walsh (1960)

Il nuovo decennio si è aperto con I sette ladri (1960), cui seguirono titoli come Ester e il re (1960), Astronauti per forza (1962) e l'esordio a Cinecittà. Infatti, nel 1965 è stata diretta da Ettore Scola in La congiuntura, dove ha recitato con Vittorio Gassman. Tornò in Italia nel 1974 lavorando con Lando Buzzanca nella commedia L'arbitro e nel 1978 con Poliziotto senza paura di Stelvio Massi, interpretato accanto all'attore simbolo del filone poliziottesco italiano, Maurizio Merli. Nel 1963 fu presa in considerazione per la parte di Cleopatra nell'omonimo film, ruolo poi affidato ad Elizabeth Taylor. Negli anni le due attrici furono spesso paragonate per la loro somiglianza e la comune origine britannica. Nel 1967 prese parte ad uno dei più iconici episodi della serie Star Trek, Uccidere per amore (The City on the Edge of Forever).

### La carriera negli anni settanta
Dalla fine degli anni sessanta e per tutti gli anni settanta recitò in vari film a basso costo, soprattutto horror come Racconti dalla tomba (1973), Delirious - Il baratro della follia (1973), La scala della follia (1974), Sharon's Baby (1975) e L'impero delle termiti giganti (1977), quest'ultimo le valse la candidatura come miglior attrice al Saturn Award. Tali film, interpretati dalla Collins per esigenze economiche, la declassarono ad attrice di B movie e dunque in quel periodo si eclissò dal panorama hollywoodiano di primo piano. Nello stesso periodo iniziò a lavorare anche in TV, interpretando ruoli di guest-star in numerosi telefilm come Batman (1967), Missione impossibile (1969), Starsky & Hutch (1977) e soprattutto la miniserie TV I boss del dollaro (andata in onda nel 1976 sulla CBS) che ottenne un grande successo, anche grazie al cast di alto livello, che comprendeva oltre alla Collins anche Kirk Douglas, Christopher Plummer, Susan Flannery e Marisa Pavan.
Sul finire del decennio tornò in Gran Bretagna per interpretare due film erotici (molto spinti per l'epoca) tratti dai romanzi della sorella Jackie Collins, The Stud - Lo stallone (1978) e The Bitch (1979), che ottennero molto successo nel Regno Unito, suscitando parecchio clamore.

### Il successo televisivo conDynasty

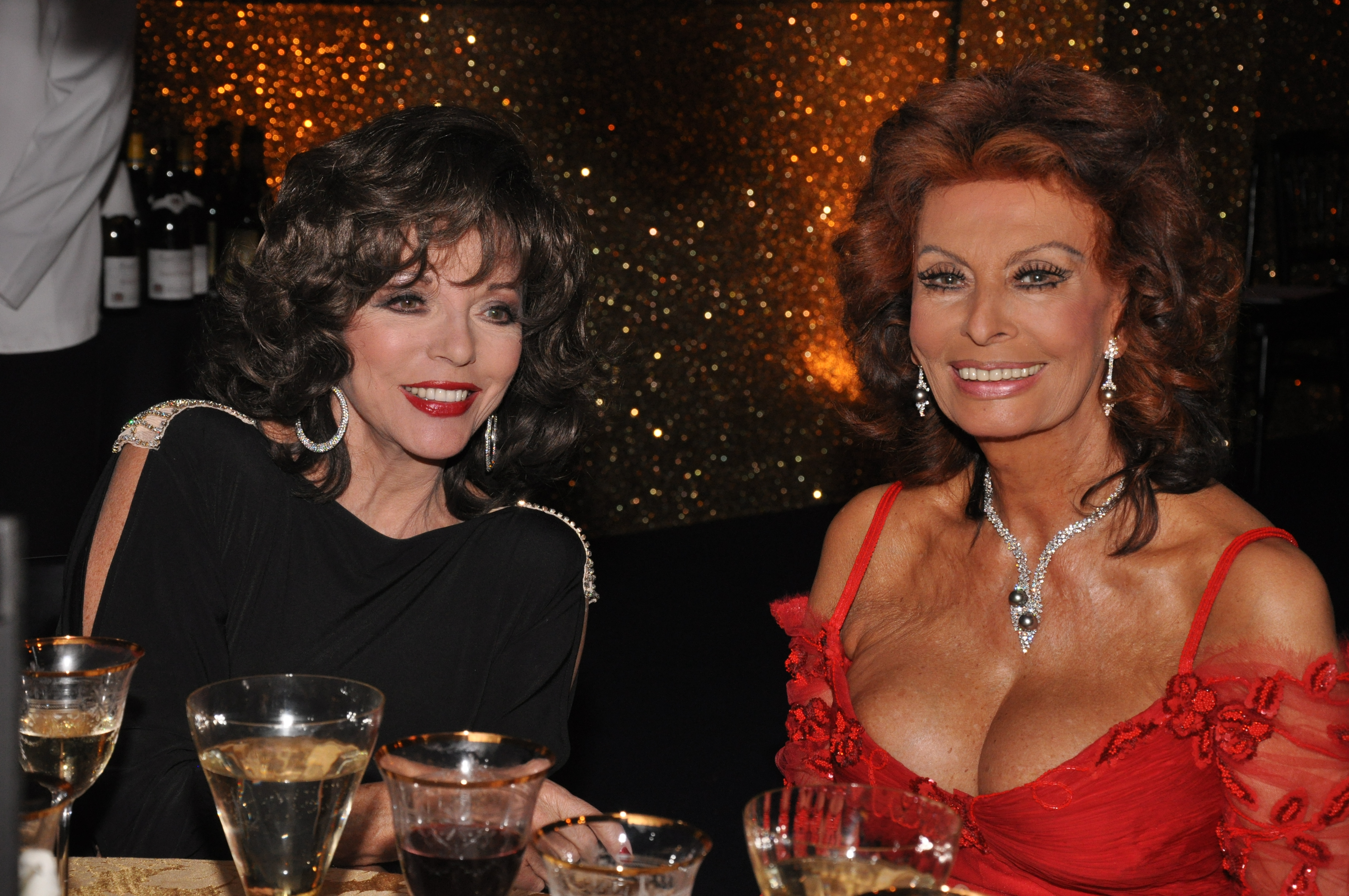
Joan Collins con Sophia Loren nel 2009

La carriera hollywoodiana di Joan Collins riprese quota negli anni ottanta, quando le venne offerta una parte nel serial TV Dynasty (1981-1989), proposta prima a Sophia Loren e ad Elizabeth Taylor (entrambe rifiutarono), prodotto da Aaron Spelling, che all'inizio stentava ad avere grande successo. In Dynasty, creato da Richard & Esther Shapiro, la Collins ebbe il ruolo di Alexis Colby, la vendicativa ex-moglie del magnate Blake Carrington (John Forsythe). Il ruolo di Alexis è passato alla storia della televisione come uno dei personaggi più cinici e cattivi: memorabili i suoi scontri con la rivale Krystle (Linda Evans). Grazie alla sua interpretazione si guadagnò molte candidature a premi, portando a casa, tra gli altri, un Golden Globe e un Telegatto.
Il ruolo di Alexis Colby rilanciò con successo la Collins, all'età di  50 anni, come icona dell'indipendenza femminile . La sua performance diede un impulso positivo e contribuì a sollevare le sorti dello show, che alla fine divenne un grande successo internazionale, mettendo in difficoltà gli altri due serial concorrenti, Dallas e Falcon Crest. Nel 1985 Dynasty divenne il programma televisivo più seguito negli Stati Uniti e la Collins diventò l'attrice televisiva più pagata del tempo. Dynasty andò in onda con grande successo in più di 80 nazioni ed è ancora conosciuto a livello internazionale.
Con Dynasty nel suo momento di maggiore successo, la Collins iniziò anche a produrre e recitare in due miniserie per l'emittente CBS, ossia Peccati e Monte Carlo. Inoltre comparve sulla copertina di Playboy all'età di 50 anni. Aaron Spelling, in una delle sue ultime interviste, ha detto di lei: "Noi non avevamo scritto la parte di Joan Collins, Lei fece... Joan Collins. Non so se mi spiego... avevamo in mente un personaggio che poteva essere interpretato da 50 persone, 49 delle quali avrebbero fallito. Solo lei lo fece funzionare".

### La carriera dopoDynasty
Dopo la chiusura di Dynasty, nel 1989, recitò nel film conclusivo, Dynasty: ultimo atto (1991). Per tutti gli anni novanta si dedicò a ruoli da guest star, comparendo in numerosi telefilm e serie come Pappa e ciccia (1994), La tata (1996) e molte altre. Nel 1997 comparve in numerosi episodi della soap opera Pacific Palisades sempre prodotta da Aaron Spelling, mentre nel 2001 fu ospite speciale in alcuni episodi di Will & Grace. Ritornò anche a recitare in alcuni film, tra i quali Nel bel mezzo di un gelido inverno (1995) e I Flintstones in Viva Rock Vegas (2000).
Tra il 2002 e il 2003 ha partecipato per un periodo limitato alla soap opera Sentieri nel ruolo di Alexandra Spaulding. La Collins ha fatto parte del cast della serie TV inglese Le mogli dei calciatori (2006) interpretando, in alcune puntate, il ruolo dell'elegante direttrice di una rivista. Ha anche fatto un'apparizione nella serie della BBC Hotel Babylon nel 2006, interpretando il ruolo di un'aristocratica solitaria, malata di romanticismo.
Nel 2009 è stata protagonista di un film-TV che aveva come protagonista il personaggio di Miss Marple, dal titolo Miss Marple - Giochi di prestigio. In Italia il film è stato trasmesso da Sky. Tra il 2010 e il 2011, ha partecipato come guest-star ad alcuni episodi della soap opera tedesca Verbotene Liebe e della sitcom Le regole dell'amore. Nel luglio 2010 ha presentato lo speciale Principessa Diana - La leggenda, in occasione dei 50 anni dalla nascita di Lady Diana. In questo documentario, realizzato per Sky, Joan racconta gli ultimi anni della vita di Diana oltre alla parte dedicata al gossip..
Tra il 2012 e il 2013 ha interpretato alcuni episodi della sitcom Happily Divorced con Fran Drescher. Nel 2014 ha creato una linea di prodotti cosmetici che portano il suo nome, la Timeless Beauty Collection by Joan Collins. Nel 2015 entrò come guest star nella serie TV The Royals, come Granduchessa Alexandra di Oxford. Il personaggio, madre della protagonista (l'attrice Elizabeth Hurley), piacque al pubblico ed entrò ufficialmente nel cast della seconda stagione e della terza in lavorazione. Questo ruolo regalò a Joan nuova fama anche a un pubblico più adolescenziale che segue le vicende dei reali.

### Teatro
Nel 1992 debuttò con successo a Broadway in un adattamento di Private Lives di Noel Coward. Alla fine degli anni novanta è apparsa in vari tour teatrali con personaggi come George Hamilton e Stacey Keach. Inoltre ha partecipato a una produzione della West End di Over the Moon con Frank Langella nel 2000. Nel 2004 è stata in tour per la Gran Bretagna con l'opera teatrale Full Circle. All'inizio del 2006 la Collins ha portato in tour per il Regno Unito lo spettacolo A Night With Joan Collins, un monologo in cui racconta gli alti e bassi della sua carriera e della sua vita, con la regia del marito Percy Gibson.

## Vita privata

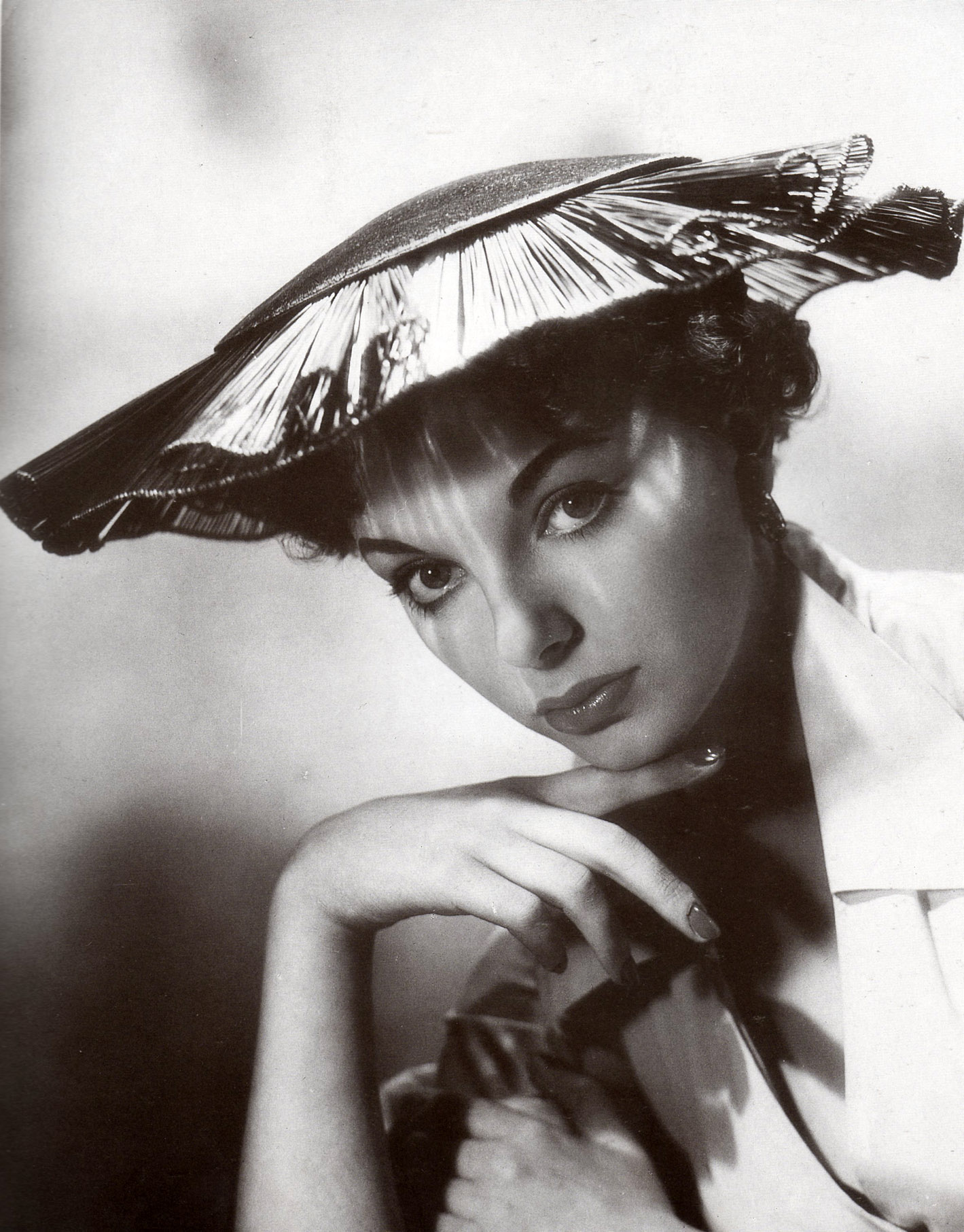
Joan Collins nel 1952

Al suo arrivo ad Hollywood ricevette le avance del magnate cinematografico Darryl F. Zanuck. All'epoca Joan aveva divorziato dal suo primo marito, l'attore Maxwell Reed. Aveva chiesto il divorzio nel 1956. Il primo fidanzato, dopo il divorzio da Reed, fu il terzo figlio di Charlie Chaplin, Sydney, ma lo lasciò per andare a convivere con l'attore Arthur Lowe. La relazione fu comunque turbolenta.
Per la Collins cominciò qui un periodo di tre anni in cui uscì con tanti uomini da essere ribattezzata The British Open (lett. "la britannica aperta"). Ebbe fugaci relazioni con Conrad Hilton Jr., Dennis Hopper, Ryan O'Neal, Terence Stamp e Warren Beatty.
Le voci sulla sua vita sentimentale terminarono quando la Collins lasciò Hollywood per sposare l'attore Anthony Newley, da cui ebbe due figli: Tara e Alexander.
Nel 1972 la Collins sposò il suo terzo marito, Ron Kass, ex presidente della Apple Records. Da lui ebbe la sua terza figlia, Katie. Il matrimonio finì nel 1983.
Nel 1985 la Collins sposò il cantante svedese Peter Holm, con una cerimonia a Las Vegas. Il matrimonio durò un anno. La Collins lasciò dunque Los Angeles e tornò a Londra, dove convisse con il commerciante d'arte Robin Hurlstone per dieci anni.
Nel 2001 la Collins e Hurlstone si lasciarono e lei iniziò a frequentare il manager teatrale Percy Gibson. I due si sono sposati il 17 febbraio 2002 a Londra.
Nel 2015 è stata nominata Dama dell'Ordine dell'Impero Britannico.

## Filmografia

### Cinema
- Nuda ma non troppo (Lady Godiva Rides Again), regia di Frank Launder (1951)
- Cosh Boy, regia di Lewis Gilbert (1952)
- The Woman's Angle, regia di Leslie Arliss (1952)
- I Believe in You, regia di Michael Relph (1952)
- Notti del Decamerone (Decameron Nights), regia di Hugo Fregonese (1953)
- Appuntamento col destino (Turn the Key Softly), regia di Jack Lee (1953)
- The Square Ring, regia di Michael Relph (1953)
- Come Eva... più di Eva (Our Girl Friday), regia di Noel Langley (1953)
- L'età della violenza (The Good Die Young), regia di Lewis Gilbert (1954)
- La regina delle piramidi (The Land of the Pharaohs), regia di Howard Hawks (1955)
- Il favorito della grande regina (The Virgin Queen), regia di Henry Koster (1955)
- L'altalena di velluto rosso (The Girl in the Red Velvet Swing), regia di Richard Fleischer (1955)
- Sesso debole? (The Opposite Sex), regia di David Miller (1956)
- Fermata per 12 ore (The Wayward Bus), regia di Victor Vicas (1957)
- L'isola nel sole (Island in the Sun), regia di Robert Rossen (1957)
- La sposa del mare (Sea Wife), regia di Bob McNaught (1957)
- Spionaggio a Tokyo (Stopover Tokyo), regia di Richard L. Breen (1957)
- Bravados (The Bravados), regia di Henry King (1958)
- Missili in giardino (Rally ‘Round the Flag, Boys!), regia di Leo McCarey (1958)
- I sette ladri (Seven Thieves), regia di Henry Hathaway (1960)
- Ester e il re (Esther and the King), regia di Raoul Walsh (1960)
- Astronauti per forza (The Road to Hong Kong), regia di Norman Panama (1962)
- La congiuntura, regia di Ettore Scola (1965)
- Agente 4K2 chiede aiuto (Warning Shot), regia di Buzz Kulik (1967)
- Subterfuge, regia di Peter Graham Scott (1968)
- L'amore breve, regia di Romano Scavolini (1969)
- Se è martedì deve essere il Belgio (If It's Tuesday, This Must Be Belgium), regia di Mel Stuart (1969)
- L'esecutore (The Executioner), regia di Sam Wanamaker (1970)
- Che dritto... con 3 donne a letto! (Up in the Cellar), regia di Theodore J. Flicker (1970)
- Il passo dell'assassino (Revenge), regia di Sidney Hayers (1971)
- Il caso Trafford (Quest For Love), regia di Ralph Thomas (1971)
- Racconti dalla tomba (Tales From the Crypt), regia di Freddie Francis (1972)
- Paura nella notte (Fear in the Night), regia di Jimmy Sangster (1972)
- La scala della follia (Dark Places), regia di Don Sharp (1973)
- Drive Hard, Drive Fast, regia di Douglas Heyes (1973)
- Delirious - Il baratro della follia (Tales That Witness Madness), regia di Freddie Francis (1973)
- L'arbitro, regia di Luigi Filippo D'Amico (1974)
- Lo stallone erotico (Alfie Darling), regia di Ken Hughes (1975)
- Sharon's Baby (I Don't Want to Be Born), regia di Peter Sasdy (1975)
- Il richiamo del lupo, regia di Gianfranco Baldanello (1975)
- Il pomicione, regia di Roberto Bianchi Montero (1976)
- Le piccanti avventure di Tom Jones (The Bawdy Adventures of Tom Jones), regia di Cliff Owen (1976)
- L'impero delle termiti giganti (Empire of the Ants), regia di Bert I. Gordon (1977)
- Poliziotto senza paura, regia di Stelvio Massi (1978)
- Marlowe indaga (The Big Sleep), regia di Michael Winner (1978)
- Zero to Sixty, regia di Don Weis (1978)
- The Stud - Lo stallone (The Stud), regia di Quentin Masters (1978)
- Il gioco degli avvoltoi (A Game for Vultures), regia di James Fargo (1979)
- Sunburn - Bruciata dal sole (Sunburn), regia di Richard C. Sarafian (1979)
- The Bitch - La cagna (The Bitch), regia di Gerry O'Hara (1979)
- Doposcuola proibito (Homework), regia di James Beshears (1982)
- Lo schiaccianoci (Nutcracker), regia di Anwar Kawadri (1982)
- Decadence, regia di Steven Berkoff (1994)
- Nel bel mezzo di un gelido inverno (In the Bleak Midwinter), regia di Kenneth Branagh (1995)
- Joseph and the Amazing Technicolor Dreamcoat, regia di David Mallet (1999)
- The Clandestine Marriage, regia di Christopher Miles (1999)
- I Flintstones in Viva Rock Vegas (The Flintstones in Viva Rock Vegas), regia di Brian Levant (2000)
- Alice in Glamourland, regia di Pieter Kramer (2004)
- Ozzie - Un Koala molto speciale (Ozzie), regia di William Tannen (2006)
- Fetish, regia di Matthew J. Pellowski (2010)
- Molly Moon e l'incredibile libro dell'ipnotismo (Molly Moon and the Incredible Book of Hypnotism), regia di Christopher N. Rowley (2015)
- Absolutely Fabulous - Il film (Absolutely Fabulous: The Movie), regia di Mandie Fletcher (2016)
- Amiche all'improvviso (The Time of Their Lives), regia di Roger Goldby (2017)
- The Loss Adjuster, regia di Vincent Woods (2020)
- Tomorrow Morning, regia di Nick Winston (2022)

### Televisione

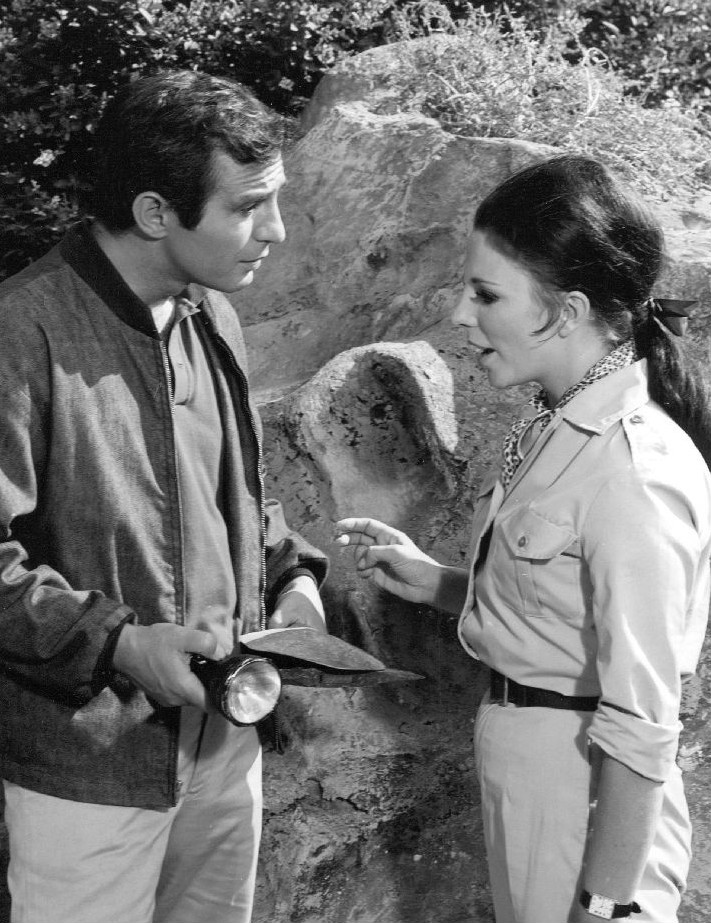
Joan Collins con Ben Gazzara nel telefilm I giorni di Bryan nel 1966.

- I giorni di Bryan (Run for Your Life) – serie TV, episodio 2x03 (1966)
- Organizzazione U.N.C.L.E. (The Man from U.N.C.L.E.) – serie TV, 1 episodio (1966)
- Star Trek – serie TV, episodio 1x28 (1967)
- Il virginiano (The Virginian) – serie TV, episodio 6x03 (1967)
- Batman – serie TV, episodi 3x02-3x03 (1967)
- The Danny Thomas Hour – serie TV, episodio 1x05 (1967)
- Missione impossibile (Mission: Impossible) – serie TV, episodio 3x22 (1969)
- Attenti a quei due (The Persuaders!) – serie TV, episodio 1x17 (1972)
- The Man Who Came to Dinner, regia di Buzz Kulik – film TV (1972)
- Hallmark Hall of Fame – serie TV, 1 episodio (1972)
- I misteri di Orson Welles (Great Mysteries) – serie TV, 1 episodio (1973)
- Ellery Queen – serie TV, episodio 1x01 (1975)
- Switch – serie TV, 1 episodio (1975)
- Spazio 1999 (Space: 1999) – serie TV, episodio 1x09 (1975)
- Pepper Anderson - Agente speciale (Police Woman) – serie TV, 2 episodi (1976)
- I boss del dollaro (Arthur Hailey's the Moneychangers), regia di Boris Sagal – miniserie TV (1976)
- Ragazzo di provincia (Gibbsville) – serie TV, 1 episodio (1976)
- Starsky & Hutch – serie TV, episodi 3x01-3x02 (1977)
- Il brivido dell'imprevisto (Tales of the Unexpected) – serie TV, 3 episodi (1979-1980)
- Fantasilandia (Fantasy Island) – serie TV, 1 episodio (1980)
- Dynasty – serie TV, 204 episodi (1981-1989)
- Paper Dolls, regia di Edward Zwick – film TV (1982)
- La volpe nel pollaio (The Wild Women of Chastity Gulch), regia di Philip Leacock – film TV (1982)
- Love Boat (The Love Boat) – serie TV, episodio 6x21 (1983)
- Idolo da copertina (Making of a Male Model), regia di Irving J. Moore – film TV (1983)
- Nel regno delle fiabe (Shelley Duvall's Faerie Tale Theatre) – serie TV, episodio 2x06 (1983)
- Il pomo di Eva (Her Life as a Man), regia di Robert Ellis Miller – film TV (1984)
- Donna di cuori (The Cartier Affair), regia di Rod Holcomb – film TV (1984)
- Peccati (Sins), regia di Douglas Hickox – miniserie TV (1986)
- Monte Carlo, regia di Anthony Page – miniserie TV (1986)
- Red Peppers, regia di Bryan Izzard – film TV (1991)
- Dynasty: ultimo atto (Dynasty: The Reunion), regia di Irving J. Moore – miniserie TV (1991)
- Pappa e ciccia (Roseanne) – serie TV, 1 episodio (1993)
- Le nuove avventure di Annie (Annie: A Royal Adventure!), regia di Ian Toynton – film TV (1995)
- La tata (The Nanny) – serie TV, episodio 4x06 (1996)
- Pacific Palisades – serie TV, 7 episodi (1997)
- Il dolce inganno (Sweet Deception), regia di Timothy Bond – film TV (1998)
- Will & Grace – serie TV, episodio 2x22 (2001)
- These Old Broads (These Old Broads), regia di Matthew Diamond – film TV (2001)
- Sentieri (The Guiding Light) – serie TV, 1 episodio (2002)
- Loose Women – serie TV, 12 episodi (2005-2014)
- Hotel Babylon – serie TV, 1 episodio (2006)
- Le mogli dei calciatori (Footballers' Wives) – serie TV, 2 episodi (2006)
- Miss Marple (Agatha Christie's Marple) – serie TV, episodio 4x03 (2009)
- Le regole dell'amore (Rules of Engagement) – serie TV, 1 episodio (2010)
- Amore proibito (Verbotene Liebe) – serie TV, 3 episodi (2010-2011)
- Happily Divorced – serie TV, 3 episodi (2012-2013)
- Benidorm – serie TV, 3 episodi (2014-2016)
- The Royals – serie TV, 7 episodi (2014-2018)
- American Horror Story – serie TV, 4 episodi (2018)
- Hawaii Five-0 – serie TV, episodio 9x18 (2019)
- Glow & Darkness – serie TV, 10 episodi (2021)

### Doppiaggio
- Il segreto di Babbo Natale (Saving Santa), regia di Leon Joosen (2013)

### Special e documentari
- The Golden Gong, regia di Tom Gutteridge (1985)
- Great Picture Chase: Joan of Art, regia di Hannah Rothschild (1989)
- The Line King: The Al Hirschfeld Story, regia di Susan Warms Dryfoos (1996)
- Star Trek: 30 Years and Beyond, regia di Louis J. Horvitz (1996)
- The Secret World of 'Antz', regia di Wolfgang Thaler (1998)
- Hidden Hollywood II: More Treasures from the 20th Century Fox Vaults, regia di Shelley Lyons e Kevin Burns (1999)
- The Unforgettable Leonard Rossiter, regia di Ashtar Alkhirsan (2000)
- Elizabeth Taylor: A Musical Celebration, regia di Hamish Hamilton (2000)
- ABC's 50th Anniversary Celebration, regia di Glenn Weiss (2003)
- 50 Most Wicked Women of Primetime, regia di Mark Phair (2004)
- Dynasty Reunion: Catfights & Caviar, regia di Michael Dempsey (2006)
- Principessa Diana - La leggenda (Princess Diana: The Legend and Legacy of a Princess), regia di David McKenzie (2007)
- Valentino: L'ultimo imperatore (Valentino: The Last Emperor), regia di Matt Tyrnauer (2008)
- Elizabeth Taylor: A Tribute, regia di Caroline Roberts-Cherry (2011)
- Gli anni '80 - Il decennio che ci ha cambiato (The '80s: The Decade That Made Us), regia di Jonathan Rudd (2013)
- TV's Nastiest Villains, regia di Thomas Stark Holland (2014)
- This Is Joan Collins, regia di Clare Beavan (2022)
- Roger Moore - Licenza di sedurre (From Roger Moore with Love), regia di Jack Cocker (2024)

## Riconoscimenti

### Hollywood Walk of Fame
- Stella per il suo contributo all'industria televisiva, al 6901 Hollywood Blvd. (1983)
- Stella per il suo contributo all'industria cinematografica, al 6807 Hollywood Blvd. (2008)

### Golden Globe
Vinti:
- Miglior attrice in una serie drammatica, per Dynasty (1983)

Candidatura:
- Miglior attrice in una serie drammatica, per Dynasty (1982)
- Miglior attrice in una serie drammatica, per Dynasty (1984)
- Miglior attrice in una serie drammatica, per Dynasty (1985)
- Miglior attrice in una serie drammatica, per Dynasty (1986)
- Miglior attrice in una serie drammatica, per Dynasty (1987)

### Emmy Awards
Candidatura:
- Miglior attrice protagonista in una serie drammatica, per Dynasty (1984)

### Telegatto
Vinti:
- Premio Tv Americana, per Dynasty (1984)

### Soap Opera Digest Awards
Vinti:
- Miglior cattiva in una soap-opera, per Dynasty (1984)
- Miglior cattiva in una soap-opera, per Dynasty (1985)

Candidatura:
- Miglior cattiva in una soap-opera, per Dynasty (1986)
- Miglior attrice in una soap-opera, per Dynasty (1986)
- Miglior cattiva in una soap-opera, per Dynasty (1988)

### Saturn Award
Candidatura:
- Miglior attrice per L'impero delle termiti giganti (1978)

### People's Choice Awards
Vinti:
- Personaggio dell'anno (1985)

Candidatura:
- Personaggio dell'anno (1984)
- Personaggio dell'anno (1986)

### Razzie Awards
Candidatura:
- Peggior attrice non protagonista, per I Flintstones in Viva Rock Vegas (2001)

### TV Land Awards
Candidatura:
- Premio alla carriera (2003)

## Doppiatrici italiane
- Rita Savagnone in L'amore breve, Il passo dell'assassino, L'impero delle termiti giganti, Poliziotto senza paura, The Stud - Lo stallone, I Flintstones in Viva Rock Vegas, Dynasty, Peccati, Monte Carlo, Dynasty - Ultimo atto, Il dolce inganno, Le regole dell'amore, Hawaii Five-0
- Dhia Cristiani in Il favorito della grande regina, L'altalena di velluto rosso, Fermata per 12 ore, L'isola nel sole, La sposa del mare, Spionaggio a Tokyo, Bravados, Missili in giardino, Ester e il re
- Maria Pia Di Meo in L'età della violenza, I sette ladri, La congiuntura, Agente 4K2 chiede aiuto, Amiche all'improvviso, The Royals, Gli anni '80 - Il decennio che ci ha cambiato
- Vittoria Febbi in Il richiamo del lupo, Sunburn - Bruciata dal sole, Ellery Queen, Starsky & Hutch, Il brivido dell'imprevisto
- Valeria Falcinelli in Star Trek, Happily Divorced, Principessa Diana - La leggenda, This is Joan Collins
- Ada Maria Serra Zanetti in L'esecutore, Delirious - Il baratro della follia, I boss del dollaro
- Laura Gianoli in Sharon's Baby, Idolo da copertina
- Noemi Gifuni in Marlowe indaga, Spazio 1999
- Melina Martello in Il gioco degli avvoltoi, American Horror Story
- Sonia Scotti in Il pomo di Eva, Will & Grace
- Clelia Bernacchi in La regina delle piramidi
- Marina Dolfin in Sesso debole?
- Fiorella Betti in Astronauti per forza
- Benita Martini in Il caso Trafford
- Valeria Valeri in La scala della follia
- Mirella Pace in L'arbitro
- Angiola Baggi in The Bitch - La cagna
- Annarosa Garatti in Batman
- Valeria Perilli in Donna di cuori
- Anna Teresa Eugeni in La tata
- Annamaria Mantovani in Sentieri
- Cristina Dian in Miss Marple
- Daniela Cavallini in Roger Moore - Licenza di sedurre

Come doppiatrice è stata sostituita da:
- Stefania Patruno in Il segreto di Babbo Natale